# Средња стручна школа Пирот
Средња стручна школа Пирот је средња школа основана 1993. године у Пироту.

## Историјат
Средња стручна школа Пирот основана је 1993. године под именом Грађевинско-технолошка школа. Оснивању школе претходиле су промене у организацији Педагошке академије Пирот и Техничке школе „Милентије Поповић”.
Учитељска школа у Пироту трансформисала се 1973. године у Педагошку академију за образовање васпитача под именом Педагошка академија „Едвард Кардељ” која је била у рангу виших школа. Настава се реализовала кроз два наставна степена: припремни – средња четворогодишња школа и завршни – студијски степен у трајању од две године. Установа је 1990. године променила назив у Педагошка академија Пирот, под којим је радила до 1993. Те године укинуте су педагошке академије у Србији и школа је наставила да ради као Виша школа за образовање васпитача у Пироту. Истовремено су школи укинута одељења припремног степена што је довело до несклада између броја свршених основаца и слободних места у пиротским средњим школама, као и до вишка наставног простора.
Техничка школа „Милентије Поповић” била је тих година веома гломазна са знатно оптерећеним школским простором (12 образовних профила у 4 подручја рада). Оснивањем Грађевинско-технолошке школе, ученици образовних профила из подручја рада хемија, неметали и графичарство уписали су се у школској 1993/1994. години у нову школу, док су Техничкој школи остала подручја рада: машинство и обрада метала, електротехника и текстилство и кожарство.
Уочи оснивања нове школе, Пирот је априла 1993. године посетио тадашњи министар просвете Данило Ж. Марковић, са којим је том приликом, између осталог, вођен и разговор о могућности отварања још једне средње школе у граду.
Грађевинско-технолошкој школи је за реализацију наставе уступљен део стамбеног простора некадашње Педагошке академије Пирот. Реч је о дограђеном крилу зграде које је за потребе тадашње Учитељске школе подигнуто шездесетих година 20. века, непосредно након фискултурне сале.
Услед увођења нових образовних профила из подручја рада личне услуге, Грађевинско-технолошка школа променила је 2005. године назив у Средња стручна школа.
Досадашњи директори школе:
- Правдољуб Манић - Мустафа, од 1993. до 2001. године;
- Душан Манић - Дурца, в.д. директора током 2001. године;
- Ратко Милошевић, од 2002. до 2005. године;
- Александар Антанасијевић, од 2005. до 2010. године;
- Драгослав Манчић, од 2010. до 2022. године;
- Марија Ћирић, од 2022. године.

## Образовни профили
Током три деценије постојања, Средња стручна школа Пирот уписивала је образовне профиле из подручја рада хемија, неметали и графичарство, геодезија и грађевинарство и личне услуге. Образовне профиле мушки и женски фризер школа је први пут уписала 2004. године.
| Подручја рада                   | Образовни профили                                                                           |
| ------------------------------- | ------------------------------------------------------------------------------------------- |
| Хемија, неметали и графичарство | Техничар за полимере Гумар Пластичар Техничар за заштиту животне средине                    |
| Геодезија и грађевинарство      | Зидар – фасадер Тесар Керамичар – терацер – пећар Декоратер зидних површина Хидрограђевинар |
| Личне услуге                    | Мушки и женски фризер Педикир – маникир                                                     |

Према прелиминарном плану уписа ученика у први разред средње школе, Средња стручна школа Пирот ће у школској 2024/2025. години уписати три образовна профила: фризер, педикир – маникир и техничар за хемијску и фармацеутску технологију.

## Средња стручна школа у међународним пројектима
У оквиру пројекта међународне сарадње „Знање без граница”, Средња стручна школа Пирот успоставила је близак однос са Професионалном гимназијом за екологију и биотехнологију „Др Асен Златаров” из Софије. У периоду од 2010. до 2019. године организоване су узајамне посете ученика и наставника двеју школа са циљем размене искустава у процесу образовања.
У оквиру пројекта „Супершкола” ученици Средње стручне школе посетили су током априла 2023. године школу „Методи Митевски – Брицо” из Делчева у Северној Македонији. Крајем септембра исте године ученици и наставници школе из Делчева боравили су у Пироту, у узвратној посети Средњој стручној школи.
Током фебруара 2024. године ученици и наставници Средње стручне школе били су у десетодневној посети Холандији у оквиру Еразмус+ програма.
Током марта 2024. године, у оквиру Еразмус+ програма „Стручно образовање за будућност” ученици Средње стручне школе обавили су двонедељну обуку у центру за обуку Виталис у Лајпцигу.